# Lespress – das andere Frauenmagazin
Lespress – das andere Frauenmagazin (Titelzusatz anfangs Seiten mit Sinn) ist eine deutschsprachige Zeitschrift, die sich vorwiegend an lesbische Frauen richtete und die von 1995 bis 2006 in insgesamt 125 Ausgaben erschien.
Lespress wurde 1995 in Bonn von Ulrike Anhamm und Monika Richrath gegründet und erschien in den ersten Jahren im  Überformat und in Schwarzweiß-Optik. Zunächst nur im Abonnement zu beziehen, war die Zeitschrift ab November 2000 deutschlandweit am Kiosk erhältlich.
Die verbreitete Auflage wurde 2004 mit einer für eine LGBT-Zeitschrift verhältnismäßig hohen Zahl von 30.000 Exemplaren angegeben, darunter 7000 für Abonnentinnen, von denen 10 Prozent aus dem europäischen Ausland stammten. Nach der Einführung von L-Mag schätzte Ulrike Anhamm im Jahr 2004 die Gruppe der Lespress-Leserinnen als Frauen ab etwa 25 bis 30 Jahren ein, L-Mag sei das Magazin für die nächste Generation.
Die Inhalte umfassten unter anderem politische Meldungen im Zusammenhang lesbisch-schwuler Lebensweisen weltweit, Interviews und Berichte zu Kultur und Politik, Buch-, Musik- und Filmbesprechungen sowie Veranstaltungshinweise aus dem Blickwinkel lesbischer Frauen. Zudem erschienen im Rahmen von Lespress eine Reihe von Artikeln über Leben und Werk von Frauen mit besonderer künstlerischer oder gesellschaftspolitischer Bedeutung.
Die Internetseite lespress.de wird von Ulrike Anhamm heute vor allem als Archivseite betrieben. So findet sich dort eine Version des ursprünglichen Internetauftritts von Lespress, zudem sollen einer Ankündigung zufolge im vorhandenen Online-Archiv künftig alle Ausgaben der Zeitschrift zur Online-Nutzung zur Verfügung gestellt werden.

## Weblinks

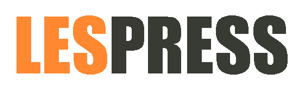
Homepage-Logo seit 2014